# Списак српских сценариста
Ово је списак уметника који су се бавили или се баве филмским и телевизијским сценаријем.
|  |  |  |  |  |  |  |  |  |  |  |  |  |  |  |  |  |  |  |  |  |  |  |  |  |  |  |  |  |  |

## А
- Стефан Арсенијевић
- Радивоје Андрић

## Б
- Радош Бајић
- Миодраг Богић
- Ранко Божић
- Игор Бојовић

## Г
- Срђан Голубовић
- Петар Грујичић

## Д
- Арсен Диклић
- Срђан Драгојевић
- Дејан Дуковски

## Ђ
- Младомир Пуриша Ђорђевић
- Зоран Ђорђевић

## Ј
- Ненад Јанковић

## К
- Душан Ковачевић
- Емир Кустурица
- Срђан Кољевић

## М
- Жељко Мијановић
- Милорад Милинковић
- Гордан Михић
- Ђорђе Милосављевић
- Биљана Максић
- Мирослав Момчиловић
- Горан Марковић
- Момчило Миланков

## П
- Никола Пејаковић
- Влада Петрић
- Предраг Перишић
- Синиша Павић
- Радослав Павловић
- Милан Пузић

## Р
- Лазар Ристовски

## С
- Бобан Скерлић
- Зоран Стефановић